# Orthaltica capensis
Orthaltica capensis là một loài bọ cánh cứng trong họ Chrysomelidae. Loài này được Andrews & Gilbert miêu tả khoa học năm 1993.